# Laccophilus duplex
Laccophilus duplex är en skalbaggsart som beskrevs av Sharp 1882. Laccophilus duplex ingår i släktet Laccophilus och familjen dykare. Inga underarter finns listade i Catalogue of Life.